# Colotois rufescens
Colotois rufescens är en fjärilsart som beskrevs av Barend J. Lempke 1951. Colotois rufescens ingår i släktet Colotois och familjen mätare. Inga underarter finns listade i Catalogue of Life.